# Belegiš
Belegiš (kyrillisch Белегиш, ungarisch Belegis) ist ein Dorf in der serbischen Gemeinde Stara Pazova. Der Ort in der Vojvodina hatte im Jahr 2002 3.116 Einwohner. Er liegt etwa 35 Kilometer nördlich von Belgrad am rechten Ufer Donau. 
Belegiš ist einer der fünf Orte der Podunavlje (deutsch: Donauufer-Dörfer) zu denen noch Novi Banovci, Stari Banovci, Banovci-Dunav und Surduk gehören.
In der Nähe des Ortes gibt es archäologische Ausgrabungen zur Cruceni-Belegiš-Kultur der späten Bronzezeit.

## Geschichte
Der Ort Belegiš hat seinen Ursprung im 16. Jahrhundert als sich 23 Familien direkt am rechten Ufer der Donau ansiedelten. Dort erbauten sie eine kleine Kirche für sich.
Die erste Kirche wurde mit Ruten und Mörtel gebaut, hatte kleine Fenster und war mit Schilf bedeckt. Als sich das Dorf mit der Zeit entwickelte, war es notwendig, eine größere und modernere Kirche zu bauen. Diese zweite Kirche wurde im Jahre 1731 auf der Anhöhe an der Donau erbaut, zu dieser Zeit zählte das Dorf schon 230 Häuser. Aufgrund des ständig wechselnden Flusslaufes der Donau wurde der Baugrund der zweiten Kirche mit der Zeit instabil und die Kirche wurde baufällig. Somit wurde 1927 die heutige Kirche – etwas weiter von der Donau entfernt als die zweite – erbaut und mit ihr auch das Dorfzentrum verlegt.